# Mauk Weber
Bartholomeus Maurits (Mauk) Weber (Den Haag, 13 maart 1914 – aldaar, 14 april 1978) was een Nederlands voetballer. De verdediger speelde in zijn carrière voor ADO, AGOVV en het Nederlands voetbalelftal.
Weber speelde officieel nog voor het tweede elftal van ADO, toen hij door bondscoach Bob Glendenning werd uitgenodigd voor het Nederlands elftal. Op 14 juni 1931 maakte hij zijn officiële debuut in de wedstrijd tegen Denemarken. Met 17 jaar en drie maanden is hij op Jan van Breda Kolff na de jongste speler voor Nederland ooit.
Het debuut van Weber was een succes en tot in 1938 was hij een vaste keus in het Nederlands elftal. In deze periode maakte hij onder andere het wereldkampioenschap voetbal 1934 in Italië mee, waarin Nederland in de eerste ronde werd uitgeschakeld door Zwitserland. Ook op het wereldkampioenschap voetbal 1938 was hij van de partij. In clubverband kwam Weber voor ADO, AGOVV en wederom ADO uit. Op 25-jarige leeftijd besloot hij na een zware blessure abrupt met voetballen te stoppen. Zijn 27e en laatste interland was net als zijn eerste interland een uitwedstrijd tegen Denemarken.
Al in 1939 begon hij een café in Den Haag. Van 1953 tot begin 1960 woonde hij in Canada waar hij met zijn zwager een schildersbedrjf had in Toronto.
Weber was sigarenhandelaar en later eigenaar van een café, dat hij van voetbalcollega Wim Tap had overgenomen. Na zijn voetballoopbaan was hij een niet onverdienstelijk biljarter. Hij werd hoofdklasse kampioen van Den Haag. Hij keerde nog terug in de voetbalwereld als trainer. In 1978 overleed hij op 64-jarige leeftijd na een langdurig ziekbed.